# Свобода преси

2014 Показник свободи преси (друку)
Дуже серйозна ситуація
Складна ситуація
Помітні проблеми
Ситуація задовільна
Добра ситуація
Немає інформації

Свобода преси чи свобода засобів масової інформації  — свобода спілкування і висловлення через медіа, у тому числі різні електронні засоби масової інформації і публікування матеріалів. Тим часом як така свобода в основному має передбачає відсутність необґрунтованого втручання держави, її збереження може бути досягнуто шляхом конституційних або інших правових заходів захисту.
Що стосується урядової інформації, то будь-який уряд може визначити, які матеріали є публічними або є захищеними від розголошення громадянам на основі класифікації інформації на конфіденційну, службову або таємну та іншим чином захищати від розголошення інформацію, що стосується захисту національних інтересів. Багато урядів також є залежними від законів про свободу інформації, які використовуються для визначення сфери поширення національних інтересів.
Загальна декларація ООН з прав людини 1948 року говорить: «Кожна людина має право на свободу переконань і на вільне їх виявлення; це право включає свободу безперешкодно дотримуватися своїх поглядів, і поширювати інформацію та погляди будь-якими засобами і незалежно від державних кордонів.»
Ця філософія, як правило, супроводжується законодавством, що забезпечує різні ступені свободи наукових досліджень (відомі як наукова свобода), публікування, друку, які сягають настільки далеко, наскільки це дозволяє конституційний порядок відповідної правової системи. Поняття свободи слова часто охоплюється тими ж законами, що і свобода друку, тим самим урівнюючи усну і письмову форми вираження.

## Ставлення до самостійної видавничої діяльності
Свобода друку розуміється як відсутність втручання з боку зовнішніх суб'єктів, таких як державні чи релігійні організації, а не як право авторів на те, щоб їх твори були опубліковані іншими. Ця ідея була хвацько підсумована американським журналістом 20-го століття, А. Я. Ліблінг, який писав: «Свобода преси гарантована тільки тим, хто є єдиним власником». Свобода друку дає друкарю або видавцю винятковий контроль над тим, що видавець вирішує публікувати, включаючи право відмовитися надрукувати що-небудь з будь-якої причини. Якщо автор не може досягти добровільної угоди з видавцем щодо видання праці автора, то автор повинен звернутися до самостійної видавничої діяльності.

## Стан свободи преси у світі
- Крім юридичних визначень, деякі неурядові організації використовують інші критерії, щоб судити про рівень свободи преси по всьому світу: «Репортери без кордонів» розглядають кількість вбитих, вигнаних або переслідуваних журналісті та існування державної монополії на телебачення і радіо, так само як наявність цензури і самоцензури в ЗМІ, і в цілому незалежність ЗМІ, а також труднощі, з якими можуть зіткнутися іноземні журналісти.
- Комітет із захисту журналістів (КЗЖ) використовує інструменти журналістики, щоб допомогти відстежувати питання свободи преси через незалежні дослідження, збір фактів, і безпосередні контакти в тій чи іншій галузі, включаючи місцевих журналістів, які працюють в країнах по всьому світу. КЗЖ розповсюджує інформацію про справи іншим організаціям, які відстоюють свободу преси в усьому світі через Міжнародну асоціацію захисту свободи слова, глобальну мережу електронної пошти. КЗЖ також відстежує випадки смертей та арештів журналістів. Штаб КЗЖ застосовує суворі критерії для кожного окремого випадку; дослідники проводять незалежне розслідування і перевіряють обставини, які стоять за кожною смертю або тюремним ув'язненням.
- Фрідом Хаус також вивчає загальні політичні та економічні умови кожної країни, щоб визначити, чи існують відносини залежності, які на практиці обмежують рівень свободи преси та які можуть існувати в теорії. Так що поняття незалежності преси є тісно пов'язаним із поняттям свободи преси

### Показник свободи преси у світі
Кожного року «Репортери без кордонів» встановлюють рейтинг країн за рівнем свободи преси. Світовий показник свободи преси заснований на відповідях в опитуванні, що надіслано журналістам, які є членами організацій-партнерів «Репортерів без кордонів», а також пов'язаним спеціалістам: дослідникам, юристам та правозахисникам. Опитування ставить питання про напади на журналістів та ЗМІ, а також інші непрямі джерела тиску на вільну пресу, зокрема з боку неурядових груп. «Репортери без кордонів» обережно зазначає, що показник має відношення тільки до свободи преси, і не вимірює якість журналістики.
У 2011—2012 роках, країнами, де преса є найбільш вільною були Фінляндія, Норвегія та Німеччина, далі йдуть Естонія, Нідерланди, Австрія, Ісландія та Люксембург. Країнами з найменшим ступенем свободи преси є Еритрея, далі слідують Північна Корея, Туркменістан, Сирія, Іран і Китай.
Свобода преси це щорічний звіт американської неурядової організації Фрідом Хаус, що включає вимір рівня свободи слова та редакційної незалежності, якими користується преса в кожній нації та кількість суттєвих спірних територій по всьому світу. Рівні свободи оцінюються за шкалою від 1 (найбільш вільні) до 100 (найменш вільні). В залежності від цього, країни потім класифікуються як «вільні», «частково вільні» або «невільні».
У 2009 році очолили список Ісландія, Норвегія, Фінляндія, Данія та Швеція, внизу списку опинилися Північна Корея, Туркменістан, М'янма (Бірма), Лівія, Еритрея.

### Недемократичні держави

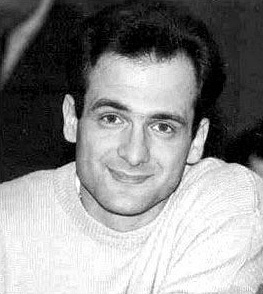
Георгій Гонгадзе, Український журналіст, засновник популярної Інтернет газети Українська Правда, який був викрадений та вбитий у 2000 р.

За даними «Репортери без кордонів», більше третини населення світу проживає в країнах, де немає свободи преси. У переважній більшості, ці люди живуть в країнах, де немає системи демократії або де є серйозні недоліки у демократичному процесі. Свобода преси є надзвичайно гострою проблемою/концепцією для більшості недемократичних систем державних органів, оскільки в сучасну епоху, жорсткий контроль доступу до інформації має вирішальне значення для існування більшості недемократичних урядів і пов'язаних з ними систем управління та безпеки їх апарату. З цією метою у найбільш недемократичних суспільствах працюють державні організації новин задля сприяння пропаганді критично підтримувати існуючу політичну владу і для придушення (часто дуже жорстоко, через використання поліції, військових або спецслужб) будь-яких істотних спроб ЗМІ або окремих журналістів оскаржити затверджені «урядова лінією» спірні питання.
У таких країнах, журналісти, які працюють на межі того, що вважається допустимим, дуже часто є об'єктом серйозного залякування з боку агентів держави. Це може варіюватися від простих погроз до їх професійної діяльності (звільнення, професійне блокування) до погрози вбивством, викрадення, тортур і вбивства.
«Репортери без кордонів» повідомляють, що у 2003 році 42 журналістів загинули через свою професію і, в тому ж році, принаймні 130 журналістів опинилися у в'язниці в результаті їх професійної діяльності. У 2005 році, 63 журналіста і 5 медіа-асистентів були вбиті у світі. Приклади включають:
• Ліру Байсєтову — випадок в Казахстані.
• Георгія Гонгадзе — випадок в Україні.
• В Непал, Еритреї і материковому Китаї, журналісти можуть провести кілька років у в'язниці просто за використання «неправильного» слова або фото.

### Регіони, що закриті для іноземних журналістів
- Чечня, Росія[4]
- Огаден, Ефіопія
- Джамму і Кашмір, Індія[5]
- Вазиристан, Пакистан[6]
- Агадес, Нігер
- Північна Корея

## Історія

### Західна Європа
Західна Європа має давні традиції свободи слова, включаючи свободу преси. Після Другої Світової Війни, Г'ю Бейл, президент United Press International, що базується в США, пропагував свободу поширення новин. У 1966 році він закликав до відкритої системи джерел новин та трансляцій, і мінімуму державного регулювання новин. Його пропозиції були озвучені на Женевська конференція з питань свободи інформації в 1948 році, але були заблоковані радянською владою і Франція.

#### Велика Британія
Згідно із New York Times, «Велика Британія має давні традиції вільної, допитливої преси», але «на відміну від Сполучених Штатів, Британія не має ніякої конституційної гарантії свобода преси.»

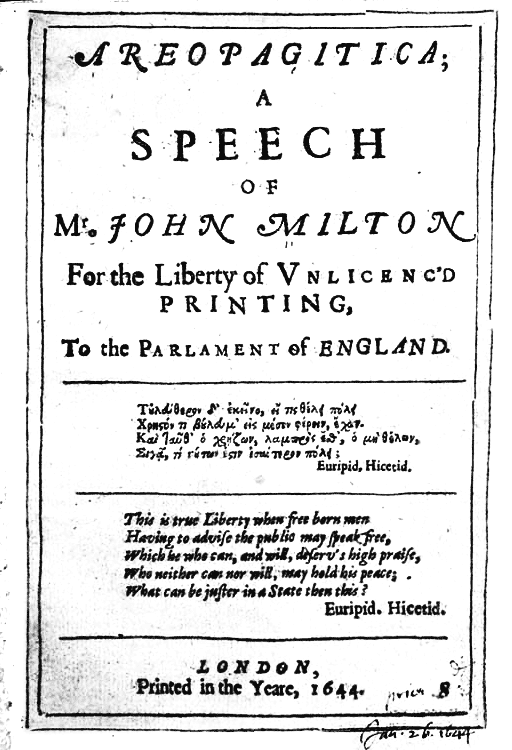
Перша сторінка Джона Мільтона 1644 видання Areopagitica

До 1694 Англія мала продуману систему ліцензування; остання існувала на основі закону «Про друк» від 1662 р. Не була дозволена жодна публікація без наявності ліцензії, наданої державою. За п'ятдесят років до того, під час Громадянської війни, Джон Мільтон написав свій памфлет «Areopagitica». У цій праці Мільтон рішуче виступає проти цієї форми запровадження цензури і пародіював цю ідею, писав, що «боржники і злочинці можуть ходити за кордон без підтвердження, але жодна книга, памфлет чи газета віднині не можуть бути надруковані інакше, як після попереднього перегляду та схвалення осіб чи, принаймні, однієї з осіб, для того призначених». Хоча в той час він зробив мало щоб зупинити практику ліцензування, пізніше це буде розглядатися як значуща віха найбільш красномовного захисту свободи преси.
Головним аргументом Мільтон було те, що індивід здатний за допомогою розуму відрізняти добро від зла, хороше від поганого. Для того, щоб мати можливість здійснювати це правильно, людина повинна мати необмежений доступ до ідей своїх побратимів у «вільному і відкритому змаганні». З творів Мільтона була розроблена концепція відкритого ринку ідей, тобто ідея, що хороші аргументи візьмуть гору, коли люди сперечаються один проти одного. Одна з форм промови, яка була широко обмежена в Англія — підбурювання до наклепу, і закони, які могли б критикувати злочини уряду. Король був вище суспільної критики, критичні заяви щодо уряду були заборонені на думку англійського Суду Зоряної Палати. Правда не була виправданням за крамольний наклеп, тому що мета була запобігти і покарати всіх хто засуджує уряд.
Локк сприяв завершенню дії закону «Про ліцензування» у 1695 році, після чого преса вже не потребувала жодних ліцензій. Тим не менш, багато осіб, що зводили наклеп, були засуджені протягом 18-го століття, поки «Спільнота Білля про права» на чолі з Джоном Горном Тук і Джон Вілкс організували кампанію з публікації парламентських дебатів. Цей процес досяг своєї кульмінації у вигляді трьох поразок Корони в 1770 р. у справах Алмона, Міллера і Вудфола, кожен з яких опублікував один з Листів Юніус, і закінчився невдалим арештом Джона Вебла в 1771 році. Після цього Корона була набагато обережнішою у притягненні до відповідальності за наклеп; наприклад, після бійні в Пітерлоо був засуджений Бердетт, а навпаки, справа Юніса закінчилася сатирою і сарказмом з приводу нелетальної поведінки і політики уряду.
У британських американських колоніях, перші видавці виявили, що їх читачам сподобалося, коли вони піддали критиці місцевого губернатора, губернатори виявили, що вони можуть припинити друк газет. Найбільш різке протистояння відбулось у Нью-Йорку в 1734 році, де губернатор подав до суду на Джона Пітера Зенгера за наклеп після публікації сатиричних творів. Адвокати обвинуваченого стверджували, що, відповідно до англійського загального права, правдивість інформації убезпечує від звинувачень у наклепі. Присяжні виправдали Зенгера, який став культовим американським героєм — борцем за свободу преси. В результаті виникає напруга між ЗМІ та державою. До середини 1760-х років було 24 щотижневі газети у 13 колоніях, і сатиричні напади на уряд стали звичайною ознакою американських газет.
Джон Стюарт Мілль у 1869 році у своїй книзі «Про свободу» підійшов до проблеми «влада проти свободи преси» з точки зору утилітаризму 19-го століття: індивід має право виражати себе настільки довго, наскільки це не завдає шкоди іншим особам. Добре суспільство — це суспільство, в якому найбільша кількість осіб насолоджується максимально можливою кількістю щастя. Застосовуючи ці загальні принципи свободи до вираження думок, Мілль стверджує, що якщо ми замовчуємо думку, то ми можемо змусити замовчати правду. Індивідуальна свобода вираження думок має важливе значення для благополуччя суспільства. Мілль писав: «Якби все людство, за винятком однієї людини, дотримувалося єдиної думки, то людство було б не більш виправдане, позбавляючи одну людину голосу, ніж та одна людина, якби вона мала владу, була б виправдана, позбавляючи голосу людство».

#### Данія-Норвегія
В період з 4 вересня 1770 по 7 жовтня 1771 королівство Данія-Норвегія було найбільш необмеженою у свободі країною Європи. Це сталося під час режиму Йоганн Фрідріх Струензе, чий другий акт скасував старі закони про цензуру. Однак, через велику кількість опублікованих анонімних памфлетів, що критикували і містили наклеп по відношенню до режиму Струензе, він відновив деякі обмеження щодо свободи преси через рік — 7 жовтня 1771.

#### Італія
Після об'єднання Італія у 1861 році конституцією Королівства Італії став Альбертинський Статут 1848 р. Статут надавав свободу преси з деякими обмеженнями у випадку зловживань і в релігійних питаннях, як зазначено в статті 28:
«Преса повинна бути вільною, але закон може обмежувати зловживання цією свободою. Однак, Біблія, Письмо, богослужбові і молитовні книги не повинні друкуватися без попереднього дозволу єпископа.»
Після скасування монархії в 1946 році та скасування Статуту в 1948 р. Конституція Італійської Республіки гарантує свободу друку, як зазначено у статті 21, пунктів 2 і 3:
«Преса не може підлягати яким-небудь дозволам або цензурі. Вилучення може бути дозволено тільки шляхом судового наказу із зазначенням причини, і лише за правопорушення, які прямо визначені законом про друк або у разі порушення обов'язку ідентифікації осіб, відповідальних за такі злочини.»
Конституція дозволяє конфіскацію періодичних видань без ордера у випадку абсолютної невідкладності, коли судові органи не можуть своєчасно втрутитися, за умови, що судове схвалення має відбутись протягом 24 годин. Стаття 21 також дає обмеження щодо тих видань, які визнані як такі, що ображають суспільну мораль, як зазначено в пункті 6:
«Публікації, виступи, та інше, що є образливим для суспільної моральності, забороняються. Превентивні та репресивні заходи щодо таких порушень, повинні бути встановлені законом.»

### Нацистська Німеччина (1933—1945)
У 1933 році свобода преси була придушена гітлерівською Німеччиною шляхом видання Указу рейхпрезидента Пауля фон Гінденбурга про захист народу і держави незадовго після приходу Адольф Гітлер до влади. Гітлер значною мірою обмежує свободу преси через Міністерство народної освіти і пропаганди Йозеф Геббельса. Міністерство виступало центральною контрольною точкою для всіх засобів масової інформації, воно видавало накази щодо того, які розповіді можуть бути випущені і які розповіді будуть заборонені. Особи, зайняті у сфері кіноіндустрії — від директора до самого останнього асистента — повинні були підписати присягу на вірність нацистській партії, (сам Геббельс тримав під особистим контролем кожен фільм, знятий у нацистській Європі). Журналістів, чия позиція не сходилася з Міністерством пропаганди, зазвичай ув'язнювали.

### Польща
Свобода слова була вперше підтверджена в Польщі королем Казимир Великий в 1347 році в Wiślica Статуту. Перші польські газети були написані пізніше замінений друк. [11] Найстаріша польська регулярна газета була про-королівський Merkuriusz Polski Ordynaryjny, заснована в 1661 році. Пізніші закони розширили свободу преси далі (тобто березень Конституції).

### Швеція
Один з перших в світі актів про свободу друку був введений у Швеція в 1766 році, переважно завдячуючи класичному лібералу члену парламенту Андерсу Чуденіусу. Лише різка опозиція до Короля і Церкви Швеції була кримінально караною. Цей закон багато в чому був звужений після державного перевороту короля Густава в 1772 році та відновлений після повалення його сина Густава IV в 1809 році, і повністю запрацював після скасування королівської прерогативи скасовувати ліцензії в 1840-х роках.

### Сполучені Штати Америки
Перша поправка до Конституції Сполучених Штатів говорить: «Конгрес не має права видавати закони щодо впровадження будь-якої релігії чи заборони вільно сповідувати її, а також не має права видавати закони, що обмежують свободу слова, друку і права народу мирно збиратися і звертатися до уряду з проханням усунути якусь кривду.»

### Індія
Конституція Індії, не згадавши слово «преса», передбачає «право на свободу слова і вираження думки» (статті 19(1) а). Однак на це право поширюються обмеження, передбачені підпунктом (2), ця свобода може бути обмежена з міркувань «суверенітету і цілісності Індії, безпеки держави, дружніх відносин з іноземними державами, громадського порядку, охорони пристойності, охорони моральності, у зв'язку з образою, судом, наклепом або підбурюванням до правопорушення». Закон «Про державну таємницю» та закон «Про запобігання терористичній діяльності» використовуються для обмеження свободи преси. Згідно із законом «Про запобігання терористичній діяльності», особу може бути затримано на строк до шести місяців за перебування в контакті із терористом або терористичною групою. Цей закон був скасований в 2006 році, але закон «Про державну таємницю» 1923 досі діє.
(PoTA) have been used to limit press freedom. Under PoTA, person could be detained for up to six months for being in contact with a terrorist or terrorist group. PoTA was repealed in 2006, but the Official Secrets Act 1923 continues.
За перші півстоліття незалежності, контроль ЗМІ з боку держави був основним чинником, що обмежує свободу преси. Індіра Ганді заявила в 1975 році, що Всеіндійське Радіо — це «урядовий орган, і він залишиться органом уряду…» Разом із лібералізацією у в 1990-ті роки, приватний контроль над засобами масової інформації розквітнув, що призвело до підвищення незалежності й більш суворого контролю щодо уряду.
Відповідно до Індексу свободи преси 2013 р. організації «Репортери без кордонів» Індія посідає 140 місце із 179 можливих. Аналітичні показники свідчать, що індекс свободи преси Індії постійно знижується, починаючи з 2002 року, коли він досягнув позначки «80» серед представлених у рейтингу країн.

## Вплив нових технологій
Багато традиційних засобів доставки інформації були поступово витіснені через прискорення темпів сучасного технічного прогресу. Майже кожен звичний спосіб ЗМІ та розповсюдження масової інформації має сучасний аналог, який володіє значними перевагами для журналістів, які прагнуть підтримувати і підвищувати свою свободу слова. До таких простих прикладів належать:
- Супутникове телебачення проти наземного телебачення: В той час як управляти і маніпулювати наземним телебаченням достатньо легко, супутникове телебачення складніше контролювати, так як журналістський контент може транслюватись з інших юрисдикцій, що не залежать від окремих урядів. Як приклад, супутниковий мовник Аль-Джазіра на Близькому Сході. Цей арабськомовний медіа-канал працює у Катарі, уряд якого є відносно ліберальним стосовно багатьох сусідніх держав. Його погляди та зміст як такі часто є проблематичними для ряду урядів у регіоні та за його межами. Однак, враховуючи підвищену доступність і мініатюрність супутникових технологій (наприклад, антени і приймачі) у багатьох держав немає можливості контролювати популярний доступ до каналу.
- Вебпублікації (наприклад блогging) проти традиційних : публікацій: традиційні журнали та газети використовують матеріальні (фізичні) ресурси (наприклад, офіси, друкарні)), які легко можуть стати мішенню та бути змушені закритися. ТВебвидавничі системи можна запустити за допомогою загальнопоширеного та недорогого обладнання, вони можуть працювати з будь-якої глобальної юрисдикції. Щоб отримати контроль над вебпублікацями, держави і організації використовують геолокацію і геолокаційне програмне забезпечення. .[джерело?]
- IP-телефонія (VOIP) проти традиційного телефонного зв'язку телефонного зв'язку: хоча звичайні системи телефонного зв'язку легко прослуховуються і записуються, сучасні технології IP-телефонії можуть використовуватись для уникнення стеження як недороге надійне шифрування. Так як IP-телефонія і аналогічні технології стають все більш поширеними, ефективний моніторинг журналістів (їх контактів і діяльності) є дуже складним завданням для уряду.

Безумовно, уряди реагують на виклики, пов'язані з появою нових медіа-технологій, розгортаючи власні більш складні технології (яскравим прикладом є Китай, який намагається встановити свій контроль через державний інтернет-провайдер, що контролює доступ до Інтернету), але це здається більш складним завданням, так як журналісти продовжують знаходити нові способи використання технологій і вони, як правило, на крок попереду, ніж повільні державні установи, що намагаються встановити цензуру для них.
У травні 2010 року президент США Барак Обама підписав закон, покликаний сприяти вільній пресі у світі, натхненний вбивством в Пакистані Деніела Перла, репортера Wall Street Journal, незабаром після терактів 11 вересня 2001 року. Законодавство, що зветься Актом Деніела Перла про свободу друку, вимагає від Державного департаменту Сполучених Штатів в рамках його щорічного огляду прав людини в кожній країні розширити вивчення обмежень і залякувань ЗМІ. У 2012 році адміністрація Обами зібрала записи зв'язку з 20 окремих домашніх та офісних ліній репортерів Associated Press, зроблені протягом 2-х місячного періоду, можливо в цілях скорочення витоків урядової інформації в пресу. Таке спостереження викликало широкий осуд з боку експертів з Першої поправки та адвокатів вільної преси та призвів до того, що 50 найбільших медіа-організацій підписали і відправили листа протесту Американському генеральному прокурору Еріку Холдеру..

## Організації свободи преси
- Канадські журналісти за свободу вираження
- Комітет із захисту журналістів
- Фонд Електронних Кордонів
- Freedom House
- Індекс цензури
- Міжамериканська Асоціація Преси
- Міжнародна асоціація із захисту свободи слова
- Міжнародний Інститут Преси
- Ініціатива з правового захисту медіа
- Представник ОБСЄ з питань свободи ЗМІ
- Репортери Без Кордонів
- Студентський юридичний Прес-Центр
- Всесвітня Асоціація газет та видавців новин
- Всесвітній Комітет Свободи Преси
- Worldwide Governance Indicators